# Formiate d'uranyle
Le formiate d'uranyle est un composé chimique de formule UO2(HCOOH)2 utilisé parfois en solution aqueuse à 0,5 ou 1 % pour la coloration négative en microscopie électronique en transmission car il offre une meilleure résolution que l'acétate d'uranyle. Il est cependant moins soluble que ce dernier et n'a qu'une durée de vie limitée comme colorant, avec de surcroît une certaine sensibilité à la lumière, notamment ultraviolette, qui favorise sa précipitation.